# Liste von Jazzmusikern/B
| Abk.  | Instrument           |
| ----- | -------------------- |
| acc   | Akkordeon            |
| acl   | Altklarinette        |
| afl   | Altflöte             |
| arr   | Arrangement          |
| as    | Altsaxophon          |
| b     | Bass                 |
| bar   | Baritonsaxophon      |
| bcl   | Bassklarinette       |
| bjo   | Banjo                |
| bl    | Bandleader           |
| bo    | Bongo                |
| bs    | Basssaxophon         |
| cl    | Klarinette           |
| clo   | Cello                |
| comp  | Komponist            |
| cond  | Dirigent             |
| cor   | Kornett              |
| dr    | Schlagzeug           |
| eh    | Englischhorn         |
| ep    | Elektronisches Piano |
| fg    | Fagott               |
| fl    | Flöte                |
| flh   | Flügelhorn           |
| frh   | Frenchhorn           |
| gisy  | Gitarrensynthesizer  |
| git   | Gitarre              |
| gl    | Glockenspiel         |
| har   | Mundharmonika        |
| harp  | Harfe                |
| kb    | Kontrabass           |
| keyb  | Keyboard             |
| lyra  | Lyra                 |
| mando | Mandoline            |
| mar   | Marimba              |
| obo   | Oboe                 |
| org   | Orgel                |
| p     | Piano                |
| perc  | Perkussion           |
| picb  | Piccolobass          |
| pictp | Piccolotrompete      |
| reeds | Holzblasinstrumente  |
| sax   | Saxophon             |
| ss    | Sopransaxophon       |
| syn   | Synthesizer          |
| tb    | Tuba                 |
| th    | Tenorhorn            |
| tp    | Trompete             |
| trb   | Posaune              |
| ts    | Tenorsaxophon        |
| tt    | Turntables           |
| vib   | Vibraphon            |
| viola | Viola                |
| vl    | Violine              |
| voc   | Gesang               |

Diese Liste ist eine Unterseite der Liste von Jazzmusikern.

## Baa – Baq
- Ab Baars ts, cl
- Reinier Baas git, comp
- Russell Baba as
- Vincent Bababoutilabo fl, voc
- Lekan Babalola perc
- Harry Babasin b, clo
- Boglárka Bábiczki voc
- Roman Babik p, arr
- Alexander Baboian p
- Gyula Babos git
- Danny Bacher voc, ss
- Christian Bachner sax
- Robert Bachner tbn, comp, cond
- Karin Bachner voc
- Ursus Bachthaler git
- Tobias Backhaus dr
- Gunnar Backman git, electr
- Earl Backus git
- Jeremy Bacon p
- Louis Bacon tp
- Kristóf Bacsó as, ts, ss, comp
- Patrick Bacqueville tbn, voc
- Steve Baczkowski bar, as, ts, bcl
- Pierre-Antoine Badaroux as, comp, cond
- Philippe Baden Powell p, comp
- Joachim Badenhorst, sax, cl
- Bob Badgley b
- Decebal Badila kb, b, comp
- Gérard Badini ts
- Manolo Badrena perc, dr, git, p
- Esther Bächlin p, voc, comp
- Hyeonseon Baek Vic
- Johannes Bär tp, flh, tbn, tu, euphonium, b-flh, sousaphon, voc, comp, arr, beatbox, didgeridoo
- Heinz Bätjer p, bl
- Dmitry Baevsky sax
- Jean-François Baëz acc
- Karsten Bagge dr
- Marcos Baggiani dr
- Serge Baghdassarians syn
- Don Bagley b
- Stefano Bagnoli dr, comp
- Julian Bahula dr, perc, comp
- Rafael Baier ss, ts, fl, keyb
- Benny Bailey tp, flh
- Buster Bailey cl
- Colin Bailey dr
- Craig Bailey sax, cl, fl
- Dave Bailey dr
- Derek Bailey git
- Donald Bailey dr
- Elden C. Bailey dr
- Elias Bailey kb
- John Bailey tp
- Mildred Bailey voc
- Rector Bailey git
- Andrew Bain dr
- Bob Bain git
- Jack Bain trb
- Taswell Baird trb
- Christian Bakanic acc, p, comp
- Artie Baker reeds
- Buddy Baker trb
- Chet Baker tp, flh, voc
- David Baker trb, clo
- Eddie Baker  p
- Edythe Baker p, comp
- Harold Shorty Baker tp
- Jalen Baker vib
- Jim Baker keyb
- Kenny Baker tp
- Newman Taylor Baker dr, washboard
- Tom Baker tp, tu, sax, cl
- Rebekka Bakken voc
- Elemér Balázs dr
- József Balázs p
- Marek Bałata voc, git
- Rüdiger Baldauf trp, flh
- Pierluigi Balducci bg, kb, comp
- Adam Bałdych vl, comp
- Grzegorz Bałdych dr, perc
- Burt Bales p
- Kevin Bales p, comp
- Erik Balke sax
- Jon Balke p
- Kenny Ball tp
- Leo Ball tp
- Ronnie Ball p
- Iain Ballamy ts, ss
- Jon Ballantyne p
- Butch Ballard dr
- Biel Ballester git
- Johannes von Ballestrem p, comp
- Rudy Balliu cl, ts, bl
- Dave Ballou tp, flhn
- Gabe Baltazar as
- Shawn Baltazor dr
- Dirk Balthaus p, comp
- Boris Baltschun syn
- Robert Balzar kb
- Lucian Ban p
- Phil Bancroft ss, as
- Tom Bancroft dr, bl, comp
- Tony Banda kb, e-b
- Claus-Dieter Bandorf p
- Greg Bandy dr
- Billy Bang vl
- Thomas Banholzer tp, arr
- Danny Bank bs, fl, cl, bcl
- Harrison Bankhead kb, clo
- Billy Banks voc
- Buddy Banks b
- Buddy Banks ts, voc
- Clarence Banks trb
- Louis Banks (Damber Bahadur Budhapriti) p, keyb, tp, git, comp
- Martin Banks tp
- Robert Banks p, org, arr
- Tommy Banks p, comp, arr, cond
- James Banner kb, comp
- Jakob Bänsch tp, flh, comp
- Alden Banta reeds
- Antoine Banville dr
- John Bany kb, voc
- Cyro Baptista perc
- Denys Baptiste ts, ss
- Joe Baque p
- Achille Baquet cl, sax
- George Baquet cl

## Bar
- Wilbert Baranco p, voc
- Michał Barański b
- Mladen Baraković kb
- Chelsea Baratz ts
- Isidore Barbarin, tp, Althorn
- Louis Barbarin dr
- Paul Barbarin dr
- Clifford Barbaro dr
- Danny Barber tp, flhn
- Chris Barber tbn, kb, lead
- John William Barber tu
- Jonathan Barber dr
- Patricia Barber p, org, voc
- Rahsaan Barber sax, fl, comp
- Jean-Luc Barbier as, fl, comp
- Gato Barbieri ts, comp
- Dave Barbour git
- Danny Barcelona dr
- George Barcos git, comp, arr, cond
- Jan-Andrea Bard p, comp
- Daniel Barda trb
- Laurent Bardainne sax
- Mike Bardash p
- Niclas Bardeleben dr
- Philipp Bardenberg kb
- Sam Bardfeld vl
- Eddie Barefield cl, sax, arr
- Spencer Barefield git
- Eden Bareket bar
- Or Bareket kb, comp
- Aimé Barelli tp, bl
- Rob Bargad p, org
- Dave Bargeron trb, tb
- Ian Bargh p
- Andrew Barker dr, perc, p, cel
- Blue Lu Barker voc
- Danny Barker bjo, voc, git, ukulele, lead
- Guy Barker tp, comp
- Stan Barker p
- Thurman Barker dr, perc
- Everett Barksdale git
- Brian Barley sax, cl, bcl, fl
- Brian Barlow dr, perc, comp, arr, cond
- Emilie-Claire Barlow voc, arr
- Heather Bambrick voc
- Bob Barnard tp, cor
- Alan Barnes cl, as, bar
- George Barnes git
- Robert "Bootsie" Barnes sax
- Emile Barnes cl
- Lewis Barnes tp
- Polo Barnes cl, sax
- Wade Barnes dr, bl
- Walter Barnes bl, cl, sax
- Charlie Barnet ts, bl
- Ben Barnett trb
- Shannon Barnett trb, comp
- Jeff Barnhart p
- Niklas Barnö tp, fl, comp
- Éric Barret ts, ss, comp
- Christy Baron voc
- Joey Baron dr, perc
- Gary Barone tp, flhn, dr
- Mike Barone trb
- Piotr Baron ts, ss, as, bar, comp
- Souren Baronian cl, ss, duduk, ney, kaval, dumbek, req
- Ranjit Barot dr, voc, arr, comp
- João Barradas acc, comp
- Issie Barratt bar, cond, comp
- Kamlo Barré git
- Dan Barrett trb, cor, comp, arr
- Darren Barrett tp, flhn
- Sweet Emma Barrett p, voc
- Carlos Barretto kb, comp
- Chris Barretto as, voc
- Ray Barretto conga, perc
- Harry Barris voc, p, arr, comp, cond
- Carl Barriteau cl, sax
- Bill Barron ts, fl
- Farid Barron p
- Jafar Barron sax
- Kenny Barron p, comp
- George Barrow bar
- John Barrows fhn
- Peter Barshay kb
- Richie Barshay dr
- Kristina Barta p, comp
- Martina Barta voc, horn
- Ulli Bartel viol, mandoline, arr
- Hank Bartels kb, tb, cl
- Vince Bartels dr
- Barbara Barth voc, electr, comp, arr
- Benny Barth dr
- Bruce Barth p, keyb
- Kim Barth as, fl, sax, arr, comp
- Elke Bartholomäus voc, comp
- Matthias Bartolomey cel, comp
- Carl Bartlett junior as
- Dallas Bartley b, comp
- Bob Barton p
- Dee Barton trb, dr, comp
- Willene Barton ts
- Pascal Bartoszak as, ss, cl, fl, comp, arr
- Andy Bartosh git
- Herwig Barthes tp
- Kjell Bartholdsen sax
- Alan Bartuš p, comp
- Štefan Bartuš kb, comp
- Gary Bartz as, ss, cl, fl, bl
- Hartwig Bartz dr

## Bas – Bd
- Philippe Bas p
- Wladimiro Bas Zabache sax, cl, fl
- Daniel Baschnagel tp, flh, comp
- Pius Baschnagel dr
- Dud Bascomb tp
- Paul Bascomb ts
- Jack Bashkow sax, fl
- Count Basie p, bl
- Frank Basile bar, as, cl, bcl, fl
- John Basile git
- Dave Bass p
- Luciana Bass git
- Mickey Bass kb
- Lisa Bassenge voc
- Gianni Basso ts, cl, ss
- Guido Basso tp, flhn
- Peter Bastian bassoon, cl, comp
- Ovid „Biddy“ Bastien kb
- Andreas Bastkowski keyb, git
- Chris Batchelor tp, flh, comp
- Charles Bateman p
- Edgar Bateman dr
- Bob Bates b
- Charlie Bates p, comp, cond
- Django Bates p, keyb, Tenorhorn, comp
- Alvin Batiste cl
- Harold Batiste sax, comp, arr
- Jonathan Batiste p, e-p
- Lionel Batiste voc, perc
- Milton Batiste tp, flh, cond
- Gregg Belisle-Chi git
- Stefano Battaglia p
- Bobby Battle dr
- Edgar Battle tp, v-trb, as
- Matt Bauder sax, cl
- Joe Baudisch dr
- Ray Bauduc dr
- Billy Bauer git
- Chris Bauer har
- Conny Bauer trb
- Franz Bauer vib, mar, perc, dr, comp
- Johannes Bauer trb
- Matthias Bauer kb
- Stefan Bauer p, arr
- Stefan Bauer vib, mar
- Paul Carey Bauhof git
- Jamie Baum fl, comp
- Ulli Baum voc, comp, git
- Kris Bauman as
- Ariane Baumgartner voc, p, comp
- Dallas Baumgartner git
- Moritz Baumgärtner dr
- Peter Baumgärtner dr, perc
- Simba Baumgartner  git
- Lousson Baumgartner-Reinhardt git
- Thomas Bauser org
- Tony Bauwens p
- Mario Bauzá tp, as, cl, arr
- Joe Bawelino git
- Dean Baxster voc, bl
- Eddie Baxter org, p
- Eddie Bayard tp, cor
- Azat Bayazitov sax
- Alex Bayer b, comp
- Heidi Bayer tp, flh, comp
- Johnny Bayersdorffer co, tp, bl
- Silvano Bazan p, vib
- Tony Bazley dr

## Bea – Ben
- Charlie Beal p
- Eddie Beal p
- Jeff Beal tp, flhn, keyb
- Jenő Beamter vib, dr, comp
- Billy Bean git
- Floyd Bean p
- George Bean tp, picc-tp, cor
- Francesco Bearzatti ts, ss, cl, electronics
- John Beasley keyb, comp, arr, cond
- Walter Beasley, sax, voc
- Bill Beason dr
- Heinie Beau reeds, arr
- Roger Beaujolais vib
- Søren Bebe p
- Patrick Bebelaar p
- Carlos Bechegas fl, sax
- Sidney Bechet cl, ss
- Mathieu Bec dr
- Chris Beck dr
- Fred Beck ts
- Gordon Beck p
- Gregor Beck dr
- Joe Beck, git
- Michael Beck p
- Sigismond Beck kb
- Dorothee Becker p, voc, comp
- Irene Becker p, comp
- Markus Becker p
- Stephan Becker p, comp
- Tobias Becker p, comp, bl
- Uli Beckerhoff tp
- Franz Beckerlee as
- Helmut Beckers as, perc
- Stefan Beckers tb
- Fred Beckett trb
- Harry Beckett tp, flh, comp
- Skip Beckwith kb
- Tom Beckham vib
- Florian Beckmann tp
- Hannes Beckmann vl, comp, arr
- Matthias Beckmann tp, arr
- Paul Bedal p
- Stefano Bedetti ts, ss, comp
- Ronnie Bedford dr, perc
- Burak Bedikyan p, comp
- Gianni Bedori sax, fl
- Allen Beechey co
- Martien Beenen tp, dr
- Ronnie Beer ts, fl, as, as
- Ralph Beerkircher git, comp, bl
- Marius Beets kb
- Peter Beets p
- Fauzia Maria Beg voc, comp
- Albert Beger ts, ss
- Kamil Běhounek acc, arr
- Johannes Behr git
- Stefan Behrisch arr, comp, cond
- Dahveed Behroozi p
- Bix Beiderbecke cor, comp
- Ludovic Beier acc, p, keyb
- Alexander Beierbach ts, ss, comp
- Burkhard Beins dr, perc
- Richie Beirach p, keyb
- Majid Bekkas git, voc, guembri, oud, molo
- Pol Belardi eb, comp
- Bob Belden arr, sax, p, synth
- Toni Belenguer trb
- Marcus Belgrave tp, arr
- Sergey Belichenko dr, perc
- Gregg Belisle-Chi git
- Aaron Bell kb, p
- Dee Bell voc
- Dirk Bell git, Chapman Stick, fl
- Graeme Bell p
- Bill Bell p, arr
- Roger Bell tp
- Hans Belle git, arr
- Al Belletto sax, cl
- Louie Bellson dr
- Lionel Belmondo sax, fl, cl
- Stéphane Belmondo tp, flh
- Louie Belogenis sax
- Simon Below p
- Walter Beltrami git
- Artem Bemba b-g, git, sax, synth
- Andrew Bemkey p, bcl
- Absholm Ben Shlomo cl, fl, as
- Denis Benarrosh dr
- Warren Benbow dr
- Maxime Bender ts, as, ss, fl, EWI, comp
- Gregg Bendian perc
- Tex Beneke ts, voc, bl
- Marco Benevento p, keyb, org
- Kyle Benford dr
- Wolfgang Bengfort as
- Roni Ben-Hur g
- Stefano Benini fl, comp
- Michel Benita kb
- Gorka Benítez ts, fl, comp
- Adam Benjamin} p, keyb
- Joe Benjamin kb
- Lakecia Benjamin as
- Thorsten Benkenstein tp, flh
- Sándor Benkó cl
- Benny Benack III tp, voc, comp
- Nora Benamara voc, comp
- Abdelhaï Bennani ts
- Tom Bennecke git, comp
- Benny Bennett dr
- Chris Bennett voc, p, comp
- Cuban Bennett tp
- Joe Bennett trb
- Lou Bennett org
- Max Bennett b
- Richard Bennett tp, voc
- Jimmy Bennington dr, perc
- Han Bennink dr, perc, megaphone, dhang, monkuygo, autoharp, ss, cl, flh, tb, org, anything
- Peter Bennink as, cl, ts, ss, bagpipes, perc, audience
- Black Benny, dr
- David Benoit p
- Olivier Benoît git, comp, cond
- Sammy Benskin p
- Aaron Benson git
- Bobby Benson sax, git, kb, voc, comp, cond
- George Benson git
- George Benson ts, as
- Ivy Benson p, org, sax, cl, cond
- Phillip Bent, fl
- Alison Bentley voc
- Walter Benton ts
- Adrian Bentzon p
- Alan Benzie p, keyb, comp

## Ber – Bg
- Brigitte Beraha voc
- Kristin Berardi voc, comp
- Paul Berberich as, fl, cl, comp
- Morris Bercov cl, sax, fl
- Doc Berendsohn cl, cor
- Anders Berg kb
- Arnoud van den Berg kb, comp
- Bob Berg sax
- Espen Berg p, comp
- Nils Berg sax, bcl, comp
- Thilo Berg dr
- Gustavo Bergalli tp
- Gonzalo Bergara git
- Peter van Bergen sax
- Bengt Berger perc, dr, ld
- Chris Berger kb
- David Berger tp, arr, comp
- Herb Berger as, ts, ss, fl, bcl, keyb, harm, comp, arr
- Karl Berger vib, p, perc, comp, arr, cond
- Kenny Berger sax, cl
- Leif Berger dr
- Wayne Bergeron tp, flh
- Totti Bergh, ts
- Kristian Bergheim ts
- Chuck Berghofer kb
- Borah Bergman p
- Elsa Bergman kb
- Florian Bergmann reeds
- Hubert Bergmann p
- Jerry Bergonzi ts, comp
- Gunnar Bergsten bar
- Roland Bernard 'Bunny' Berigan tp
- Dick Berk dr
- Hanuš Berka sax, fl, p, perc, mellotron
- Bernard Berkhout cl
- David Berkman p
- Tom Berkmann b
- Michael Berkowitz dr, cond
- Judith Berkson voc, p, keyb
- Esther Berlansky voc, comp
- Ben Berlin p, bl
- Frieder Berlin p
- Jay Berliner git
- Sasha Berliner vib
- Josh Berman cor, tp
- Sonny Berman tp
- Alex Bernard b
- Pierre Bernard fl
- Will Bernard git, comp
- Pascal Berne kb
- Tim Berne as
- Paul Bernewitz p, comp
- Clyde Bernhardt trb
- Warren Bernhardt p, keyb
- Milt Bernhart trb
- Ben Bernie vln, comp, bl
- Pepe Berns b, bl
- Randy Bernsen git, git-syn, comp
- Artie Bernstein b
- Peter Bernstein git
- Sarah Bernstein vl
- Håkon Berre
- Steve Berrios dr
- Ignacio Berroa dr
- Bill Berry, tp, bl
- Chu Berry ts
- Emmett Berry tp
- Jean Berry git, kb, voc
- Steve Berry kb, clo
- Eddie Bert trb
- Camille Bertault voc, comp
- Marc Bertaux b
- Christophe Berthet as, ss, comp
- Johan Berthling kb
- Marc Berthoumieux acc
- Vic Berton dr
- Gene Bertoncini git
- Hendrik Bertram kb, voc
- José Roberto Bertrami keyb, perc
- Jimmy Bertrand dr
- Jon Beshay ts, ss
- Ben Besiakov p
- Airelle Besson tp, flhn, bugle, vln
- Denzil Best
- Johnny Best tp
- Skeeter Best git
- Pierre de Bethmann p, bl
- Harold Betters  trb
- Dino Betti van der Noot bl, arr, p, comp
- Guy Bettini tp, flh, electronics
- Harry Betts trb
- Keter Betts kb, dr
- Leo Betzl p, comp
- Eve Beuvens p, comp
- Lionel Beuvens dr, comp
- Tony Bevan ts, ss
- Pernille Bévort ts, ss, as, fl, comp
- Emmanuel Bex p, org, voc
- Andy Bey voc, p, comp
- Salome Bey voc, comp
- Jo Beyer dr
- Chief Bey perc
- Klaus Beyersdorff cl, voc, bl

## Bh – Bi
- Baiju Bhatt vl, comp
- John Bi git
- Laila Biali voc, p, comp, arr
- Patrick Bianco as
- Gary Bias as, fl, ss, ts, bar, sax, comp, arr
- Ed Bickert git
- Charles Biddle b
- Heiko Bidmon ts, bar, bcl, cl, ss, fl, as, ob
- Julia Biel voc, keyb, git
- Detlef Bielke p, keyb, comp, arr
- Rémon Biermann tp, comp
- Jan Bierther git
- Andrzej Bieżan p, comp
- Barney Bigard cl
- Johannes Bigge p, acc, comp
- Cory Biggerstaff kb
- Rayse Biggs tp, flhn, key, arr
- Ernst Bigler trb
- Francesco Bigoni ts, cl
- Mariel Bildsten trb
- Anıl Bilgen p, comp
- Franz Bilik guit, acc, voc, comp
- Acker Bilk cl, voc
- Manfred Billmann voc, p
- Lars Binder dr, perc
- Michael Binder as, ss, comp
- David Bindman ts
- Edouard Bineau p
- Uli Binetsch tb, keyb, cond
- David Binney sax
- Héctor Bingert ts, ss, fl, comp, cond
- Herbert Bings dr
- Larry Binyon sax, cl, fl
- Massimo Biolcati kb
- Luciano Biondini akk
- Alisdair MacRae Birch git
- Nat Birchall sax
- Brent Birckhead as
- Johan Birgenius dr
- Adam Birnbaum p
- Mark Birnbaum p
- Paolo Birro p
- Chris Biscoe cl, sax, fl
- Andrew Bishop cl, sax
- Billy Bishop bl, p
- Jeb Bishop tb, git
- John Bishop dr
- Prasanna Bishop as, ts, bar, fl, comp
- Wallace 'Bish’ Bishop dr
- Walter Bishop junior
- Michael Bisio kb
- Andy Biskin cl
- Harry Biss p
- Big Bill Bissonnette trb, dr
- Paul Biste as, cl, arr, comp
- Dave Bitelli cl, bar, as, ts
- Mariane Bitran fl, comp
- Klemens Bittmann viol, mandola, comp, arr
- Walter Bittner dr, comp
- Gus Bivona, cl, sax, fl

## Bj – Bn
- BJ Papa p
- Terje Bjørklund p, comp
- Atli Bjørn p
- Ketil Bjørnstad p
- Thomas Blachman perc
- Claude Black p
- James Black dr
- Jim Black dr, perc
- Seneca Black tp
- Cindy Blackman dr
- Don Blackman keyb, p
- Dan Blacksberg trb
- Nan Blakstone voc, p
- Ed Blackwell dr
- Brian Blade dr
- Steve Blailock git
- John Blair vln, voc
- Lee Blair bjo, git
- Alex Blake b
- Blind Blake git, voc
- Cyril Blake tp, git, bj
- Dan Blake ss
- David Blake git
- Eubie Blake p
- Jonathan Blake dr
- Michael Blake ts, ss, bcl, key, comp
- Ran Blake p
- Ron Blake ts, ss, fl, bar, cl, comp
- Seamus Blake ts, ss
- Sam Blakeslee trb
- Art Blakey dr, bl
- Michael Blam kb
- Daniel Blanc as, fl, cl, cond
- Rick Blanc b-trb
- Yvonne Blanc p
- Tom Blancarte kb
- Pierre Blanchard vln
- Terence Blanchard tp
- Boris Blanchet ts, ss
- Olly Blanchflower kb
- Michael Blanco kb
- Jack Bland bjo, git
- Vurl E. Bland III tb
- Walter Blanding Jr. ts, ss, cl
- Roger Blank dr
- Toto Blanke git
- Dan Blankinship tp
- Jimmy Blanton b
- Tyler Blanton vib
- Beat Blaser bar, as
- Marek Blaszczyk b
- Samuel Blatter p, synth
- Roger Blàvia dr, perc
- Guido Bleckmann kb, git, comp, arr
- Theo Bleckmann voc
- Dirk Bleese p, comp
- Wolfgang Bleibel as, ss, cl, bcl, fl
- Charles Blenzig p
- Noah Bless trb
- Carla Bley p, org, comp
- Paul Bley p
- Marek Bliziński git, comp
- Lena Bloch ts
- Al Block as, ts, fl
- Sandy Block dr
- Jasper Blom ts, ss, bcl, comp, bl
- Karl-Heinz Blomann as, ss, fl, acc, voc
- Arthor von Blomberg dr
- Jane Ira Bloom ss
- Mickey Bloom tp
- Rube Bloom p, voc, comp
- Johnny Blowers dr
- Pete Blue p, arr
- William Thornton Blue cl, as
- Hamiet Bluiett bar, cl
- John Blum p
- Shanir Ezra Blumenkranz kb
- Juliana Blumenschein voc, comp
- Max Blumentrath org, p, arr, comp
- Fridolin Blumer kb
- Arthur Blythe as, bl
- Jimmy Blythe p

## Bo
- Benjamin Bobenrieth git, comp
- Willie Bobo perc
- Michael Bocian git, comp
- Jens Böckamp ts, ss, cl, comp
- Ralf Böcker ts, cl, fl, comp
- Gildas Boclé kb, comp
- Jean-Baptiste Boclé org, vib
- Isabelle Bodenseh fl, comp
- Markus Bodenseh b, comp
- Jesper Bodilsen b
- Phil Bodner obo, frhn, cl, fl, sax
- Jessica de Boer voc, comp
- Eric Boeren tp, cor, bl, comp
- Karlos Boes sax
- Georg Boeßner p
- Gaston Bogaert dr, perc
- Mirna Bogdanović voc, comp
- Olivier Bogé sax, p, git
- Hoyt Bohannon trb arr
- Carlo Bohländer tp
- Andreas Böhlen sax
- Sebastian Böhlen git, p, comp
- Karel Boehlee p, comp
- Dagobert Böhm git, comp
- Bruno Böhmer Camacho p, comp, arr
- Johannes Böhmer tp, flh, comp
- George Bohn as, ts
- Rudi Bohn, p, arr, cond
- Samir Böhringer dr, comp
- Baptiste Boiron sax
- Myles Boisen git
- Sébastien Boisseau b
- Buddy Bolden tp
- Walter Bolden dr
- Rémi Bolduc as, comp
- Charles Boles p
- John Bolivar bar, ts, ss, as, reeds, fl, cl, bl
- Gábor Bolla ts, ss, comp
- Stefano Bollani p, comp
- Paul Bollenback git
- Danton Boller kb
- Claude Bolling p, bl
- Günter Bollmann tb
- Max Bolleman dr
- Jacques Bolognesi tb, acc, p, comp
- Silvia Bolognesi kb, cond
- Peter Bolte as
- Flavio Boltro tp
- Stefanie Boltz voc, comp
- Patrik Boman kb, arr, comp
- Frank van Bommel p, harmonium, glockenspiel, comp
- Richard Bona b
- Benny Bonaccio as, cl, b-cl
- Céline Bonacina bar, as, ss, comp
- Jean Bonal git
- Sharkey (Joseph) Bonano tp
- Roberto Bonati kb, comp, cond
- Jimmy Bond b
- Rosario Bonaccorso b
- Salvatore Bonafede p, bl
- Mouse Bonati as, ts
- Tassili Bond kb
- Dima Bondarev tp, comp
- Cyril Bondi dr, perc, bl
- Luiz Bonfá git
- Kjeld Bonfils p, vib, voc
- Kurt Bong dr, cond
- Melanie Bong voc
- Ntshuks Bonga as, ss, ts, cl
- Leo Boni git, voc
- Raymond Boni git
- Luis Bonilla trb, comp
- Don Bonnée reeds
- Jean-François Bonnel cl, as, ts, ss, cnt, vcl, bar, arr, c-melody, g, tp
- Eddie Bonnemere p, org
- Joe Bonner p, bl
- Emmanuelle Bonnet voc, comp
- Bess Bonnier p
- Viktor Bomstad git
- Sandra Booker voc
- Walter Booker kb
- Chester Boone tp
- Harvey Boone as, cl
- Lester Boone as, cl
- Juni Booth kb, clo, p
- Paul Booth ts, ss, bcl, sax, fl, p, comp
- Christiane Bopp tb
- Romeo Borbach p
- Mihály Borbély cl, sax
- Johanna Borchert p, keyb, voc, comp
- Matthieu Bordenave sax, cl, bcl, comp
- Thomas Borgmann ss, ts
- David Borgo ss, ts, cl
- Gergő Borlai dr, arr
- René Bornstein kb, comb, cond
- Itamar Borochov tp, flh, comp
- Marcin Bors git, bjo, p
- Michiel Borstlap p
- Kasia Bortnik voc, comp
- Silvano Borzacchiello dr
- Monika Borzym voc, comp
- Alexis Bosch p, perc, arr, comp
- Jimmy Bosch trb, voc, bl
- Sterling Bose tp
- Raffaele Bossard kb
- Julian Bossert as
- Fabrizio Bosso tp
- Earl Bostic as, ss, cl, ts, arr
- Bob Boswell kb
- Robi Botos p, keyb, syn, comp
- Wim Both tp, flh
- Christer Bothén bcl, contrabass-cl, gimbri, dous n’gouni, xylophone
- Jürgen Bothner ts
- Johnny Bothwell as
- Andreas Böttcher vib, p, syn, keyb, org, dr, b, git
- Chris Botti tp
- William Boucaya bar, as, bcl
- Alain Bouchet tp, cor
- Lester Bouchon cl, ts
- John Boudreaux dr
- Richard Boukas git
- Aurélien Bouly git, EDM
- François Bourassa p, keyb, comp
- Hervé Bourde sax, cl, fl, p
- Paul Bourdiaudhy trb
- Jérôme Bourdellon fl, bcl
- Jean-Paul Bourelly git
- Vincent Bourgeyx p
- José Bourguignon dr
- Matthew Bourne p, keyb, syn
- Pierre Bouru dr
- Étienne „Patotte“ Bousquet git, voc
- John Boutté voc, comp
- Lillian Boutté voc
- Jean-François Bovard tb
- Lucien Bovet dr, voc, comp
- David Bowden b
- Mwata Bowden cl, sax
- Billy Bowen sax
- Bob Bowen b
- Ralph Bowen ts
- Kris Bowers p, keyb
- Joseph Bowie tb
- Lester Bowie tp, comp
- Russell Bowles tr
- Dave Bowler dr
- Dave W. Bowman p
- Peter Box git
- Jacky Boyadjian kb
- Lenny Boyd kb
- Moses Boyd dr
- Rocky Boyd ts
- Jo Boyer tp, bl
- Armando Boza sax, bl

## Bra – Bri
- Michiel Braam p, comp, cond
- Adrie Braat kb, cond
- Andrea Brachfeld fl, alto fl, piccolo fl, comp
- Charles Brackeen ts, ss
- Joanne Brackeen p, comp
- Johannes Brackmann trb
- Don Braden ts
- Ken Brader tp
- Geof Bradfield ts, ss, bcl, cl, fl
- Bobby Bradford tp, cor
- Carmen Bradford voc
- Scott Bradlee p, arr, bl
- Oscar Lee Bradley dr
- Will Bradley jr. dr
- Will Bradley sr. trb
- Evans Bradshaw p
- Sonny Bradshaw tp, flh, comp, arr, cond
- Tiny Bradshaw voc, p, dr
- Peter Brady voc
- Paul Brändle git
- Malcolm Braff p, bl, comp
- Reuben „Ruby“ Braff tp, cor
- Alberto Braida p, comp
- George Braith ss, ts, as
- Thomas Bramerie kb
- Francesco Branciamore dr, perc, comp
- Jaimie Branch tp
- James Plunky Branch reeds
- Dirk Brand dr
- Adrien Brandeis p, comp
- Nico Brandenburg b, kb
- Jay Brandford sax, fl, arr
- Florian Brandl tp, comp
- Bert Brandsma bs, as, sax, cl
- Helmut Brandt bar
- Craig Brann git
- Geoff Brannan b
- Teddy Brannon p
- Nipso Brantner viol
- Wayne Brasel git
- Jonathan Bratoëff git, keyb, comp
- Wellman Braud b
- Jochen Brauer ts, cl, fl, p, comp, bl
- Alan Braufman sax, ss, fl, comp
- Simon Bräumer dr, perc
- Arne Braun git
- Markus Braun b
- Buggy Braune p, comp, arr
- Romy Brauteseth kb
- Anthony Braxton as, ts, ss, bs, bar, acl, bcl, cl, fl, p, perc
- Bob Braye dr, perc
- Joe Brazil sax, fl
- Riccardo Brazzale p, comp, arr, dir
- Joshua Breakstone git
- Lenny Breau git
- Zachary Breaux git
- Siegmar Brecher ts, cl, bcl
- Michael Brecker ts
- Randy Brecker tp, flh
- Leon Breeden bl, sax, cl, arr, comp
- Nathan Breedlove tp, comp
- Simon Brehm b
- Patrick Breiner ts, cl
- Falk Breitkreuz sax, bcl
- Jamie Breiwick tp
- Simon Bremen as, ss, comp
- Stan Brenders p, bl
- Thomas Brendgens-Mönkemeyer git, comp
- Peter Brendler kb
- Marc Brenken p, comp
- John Wolf Brennan p, comp
- Patrick Brennan as
- Clarence Brereton trb, tp
- Evert Brettschneider git
- Carolyn Breuer ss, as
- Gerd Breuer dr, perc
- Hermann Breuer trb, p, org
- Willem Breuker as, ts, cl
- Markus Breuss tp, flh, electronics, comp
- Christian Brewer as
- Matt Brewer kb, e-b
- Ralph Brewster voc
- Jos Breyre trb, arr
- Coco Briaval git, comp, bl
- Olie Brice kb
- Aaron Bridgers p
- Cecil Bridgewater tp
- Dee Dee Bridgewater voc
- Ron Bridgewater ts, ss, fl, comp
- Henry Bridges ts
- Karen Briggs viol
- Sid Bright p
- Pete Briggs tb, kb
- Igor Bril p
- Jan F. Brill dr
- Jeff Brillinger dr
- Bill Brimfield tp
- Albert Brinckhuyzen trb
- Lukas Briner dr, sampling, comp
- Ariel Brínguez ts, comp
- Kent Brinkley kb
- Jörg Brinkmann cel, comp
- Mart Britt bjo, kb, voc, bl
- Pat Britt sax
- Carol Britto p
- Romain Brizemur git

## Bro – Bry
- Alan Broadbent p
- Ken Broadhurst git
- Phil Broadhurst p
- Paul Broadnax voc, p
- Herbie Brock p
- Zach Brock vi
- Reiko Brockelt sax
- Owen Broder as, bar, ts, cl
- Kristina Brodersen as
- Irving Brodsky p, arr
- Matthias Bröde har, p, comp
- Till Brönner tp, voc, comp
- Jan Galega Brönnimann cl, bcl, ss, ts, electronics, cbcl, comp
- Peter Brötzmann ts, ss, as, bs, cl, tarogato, bar, bcl, acl, brötzophone, gurke
- Howard Brofsky cor, tp, mell
- Vilhelm Bromander kb
- Stan Bronstein as, ts
- Magnus Broo tp
- Ado Broodboom tp
- Bob Brookmeyer trb, comp, arr
- Anna Brooks ts, ss, as, bs, comp
- Arthur Brooks tp, flhn
- Billy Brooks dr, perc
- Bernice Brooks dr
- Bubba Brooks ts
- Cecil Brooks III dr, comp, arr
- Dudley Brooks p, arr
- Gene Brooks dr
- George Brooks as, ts, comp
- Kenny Brooks ts
- Tina Brooks ts
- Nick Broste trb
- Marlon Browden dr
- Andrew Brown cl, bcl, ts
- Anthony Brown dr, perc, comp, bl
- Ari Brown sax, p
- Benjamin Brown b
- Benny Brown tp, flh
- Boyce Brown as
- Cameron Brown b* Chris Brown p, electr, comp
- Cleo Brown p, voc
- Clifford Brown tp
- Damon Brown tp, flh
- Delmar Brown syn
- Gerry Brown dr
- Guillermo E. Brown dr
- Jaimeo Brown dr, comp
- Judson Brown p
- Justin Brown dr
- Keith Brown p
- Lawrence Brown trb
- Marion Brown as
- Maurice „Mobetta“ Brown tp, arr, comp
- Mel Brown git
- Norman Brown git
- Otis Brown III dr
- Paul Brown kb
- Pete Brown as
- Pete Brown dr, cond
- Raymond „Ray“ Matthews Brown b
- Reuben Brown p, e-p
- Rob Brown as
- Sandy Brown cl, voc
- Sonny Brown, dr, comp
- Steve Brown b, tu
- Steve Brown dr
- Tyrone Brown b
- Vernell Brown junior p, keyb
- Vernon Brown trb
- Willard Brown ts
- YolanDa Brown ss, as, ts, voc, comp
- Tom Browne, tp
- Norman Brownlee p, sax, bl
- Chris Brubeck eb, b-tbn, comp
- Dan Brubeck dr
- Dave Brubeck p, bl, comp
- Darius Brubeck p, ep, comp
- Andy Bruce tb
- Dan Bruce git
- Jack Bruce kb, b, voc
- Kyle Bruckmann obo
- Rudy Bruder p
- Barbara Bruckmüller p, arr, comp, cond
- Kai Brückner git
- Rainer Brüninghaus p, keyb
- Bill Bruford dr
- Martin Brugger b, comp
- John Brumbach ts
- Albin Brun ss, ts, acc, fl, duduk, didgeridoo, comp
- Tore Brunborg sax
- Merritt Brunies cor, trb
- John Brunious senior p, tp, cond
- Wendell Brunious tp, voc, cond
- Claire de Brunner fg
- Joshua Bruneau tp
- Jerry Bruno kb
- Jimmy Bruno git
- Tom Bruno dr
- George Clarence Brunies trb
- George Bruns trb, arr, comp
- Julia Brüssel viol, voc
- Sumter Bruton git
- Peter Bruun dr, perc
- Rob Bruynen tp, flh, comp
- Kevin Bryan tp
- Mike Bryan git
- Betty Bryant p, voc
- Bobby Bryant tp, flhn
- David Bryant kb
- David Bryant p
- Freddie Bryant git
- Ray Bryant p
- James Tim Brymn p, cond, arr, comp
- Jeanie Bryson voc

## Bu – Bur
- Simone Bubbiotti git
- Matthias Bublath p, key, org, comp
- Brian Buchanan p
- Jakob Buchanan tp, flh, comp
- John Bucher cor
- Janot Buchem kb, e-b
- Eva Buchmann voc, comp, arr
- Regina Büchner ts, comp
- John Buckingham tu
- Steve Buckley as, ss, pennywhistle, bcl, cl
- Milt Buckner p, vib
- John Edward „Teddy“ Buckner tp
- Adam Buczek dr
- Dimitar Bodurov p, comp
- Dennis Budimir git
- Buddy Budson p, arr
- David Budway p, arr, comp
- Monty Budwig kb
- Eberhard Budziat trb, tb
- Papa Bue trb, lead
- Sarah Buechi voc, comp
- Sarah Buchner voc, fl, comp
- Lutz Büchner sax
- Alexander Bühl ts, ss, cl, comp
- Heinz Bühler tp
- Wybe Buma tp, voc
- Christina von Bülow as, fl, comp
- Fritz von Bülow git
- Oguz Büyükberber cl
- Joost Buis trb, bl, comp
- Sid Bulkin dr
- Dominik Bukowski vib
- Belden Bullock kb
- Hiram Bullock git
- Larry Bunker dr, vib
- Theodore „Teddy“ Bunn git
- Nick Buono trb, tp
- Giorgio Buratti kb
- Albert Burbank cl
- Bex Burch xylophone, perc, comp
- John Burch p, comp, arr
- Christian Burchard p, key, dr, vib
- Marja Burchard vib, p, key, trb, perc, voc
- Lukas Burckhardt tp, cor, comp
- Tammy Burdett kb, voc
- Hans Burgener vl
- Jimmy Burgess tp
- Seby Burgio p
- Phelan Burgoyne dr
- Greg Burk p
- Richard Burkart tp, cor, flhn
- Chris Burke cl
- Raymond Burke cl, sax
- Rob Burke ts, cl
- Bertram Burkert git, tp, comp
- Ingolf Burkhardt tp, flh
- Eliana Burki alphorn
- Tony Burkill ts
- Dan Burley p
- Anders Burman dr, voc
- Chris Burn ts, cl
- Campbell Burnap trb, voc, tp
- Les Burness p
- Carl Burnett dr
- Fiona Burnett ss
- Johanna Burnheart vln, voc
- Dwayne Burno kb
- Ralph Burns p, arr
- Scott Burns ts, fl
- Ronnie Burrage perc
- Dave Burrell p
- Kenny Burrell git, comp
- Roy Burrowes flh, tp
- Don Burrows fl, cl, sax
- Clay Burt dr
- George Burt git
- Sam Burtis trb, tb, p
- Earl Burtnett bl, p, arr
- Abraham Burton as, ts
- Ann Burton voc
- Art Turk Burton perc
- Buddy Burton dr, p,voc, washb
- Euan Burton kb
- Gary Burton vib
- George Burton p, e-p
- James Burton III trb
- Rahn Burton (Ron Burton), p
- Heinz Burzynski tp, bl

## Bus – Bz
- Hanno Busch git, voc, comp, arr
- Louis F. Busch alias Joe „Fingers“ Carr, p
- Stevko Busch p
- Glen Buschmann cl, sax, p, comp, arr, cond
- Kurt Buschmann ts, as, ss, keyb, perc, voc, git, b, har, comp
- Joe Buschmann p, arr
- Mark Buselli tp, flh, arr, comp, cond
- André Bush git
- Lennie Bush kb
- Garvin Bushell cl, sax, ob, fl
- Joe Bushkin p
- Herb Bushler kb, e-b
- Bob Bushnell kb, bg
- Eddie Busnello as, bar
- Christoph Busse p, key, comp
- Bettina Russmann ts, fl, comp
- Philippe Bussonnet b
- John Butcher sax
- Stan Butcher p, comp
- Billy Butler git
- Frank Butler dr
- Henry Butler p, voc
- Joseph Butler kb, voc
- Melvin Butler sax
- Igor Butman sax, ld, comp
- Oleg Butman dr
- Paul Butscher tp, flh, voc, syn
- Billy Butterfield tp, flh, co
- Charlie Butterfield trb
- Erskine Butterfield p, voc, arr
- Stu Butterfield dr
- Ted Butterman tp, cor, git
- Anna Butterss b, comp
- Jimmy Butts kb
- John Butts dr
- Peter Buxman dr
- Jaki Byard p, sax, comp
- Chris Byars ts, as, fl, ss, cl, comp, arr, cond
- Don Byas ts
- Marek Bychawski tp, comp
- Greg Byers clo
- Taylor Ho Bynum tp, co
- Jan Byrczek b
- Charlie Byrd git
- Donald Byrd tp, comp
- Bobby Byrne trb, bl
- Don Byron cl, bcl, comp
- Alina Bzhezhinska harp, comp